# Jo-Jo
Fyodor Yevtishchev em russo:  Фёдор Евтищев, mais conhecido como Jo-Jo (1868-1904), foi um garoto russo notório pela grande quantidade pêlos faciais, fato que o tornou uma célebre atração em circos do tipo show de aberrações.

## Leitura
- Hornberger, Francine. 2005. "Fedor Jeftichew". In Carny folk: the world's weirdest side show acts, pp. 144–145. New York: Citadel.